# La Brigade (série télévisée)
Pour les articles homonymes, voir La Brigade.
La Brigade (Бригада, Brigada) est une série télévisée russe réalisé par Alexeï Sidorov, sorti en 2002.

## Fiche technique
- Titre original : Бригада
- Titre français : La Brigade[1]
- Réalisation : Alexeï Sidorov
- Scénario : Alexeï Sidorov, Igor Poroublev, Alexandre Veledinski
- Musique : Alexeï Chelyguine
- Pays d'origine : Russie
- Format : Couleur
- Genre : drame
- Durée : 52 minutes (15 épisodes)
- Date de sortie : 2002

## Distribution
- Sergueï Bezroukov : Sacha Bely
- Dmitri Dioujev : Koss
- Pavel Maïkov : Ptchiola
- Vladimir Vdovitchenkov : Fil
- Ekaterina Gousseva : Olga Belova
- Andreï Panine : Volodia-Oper
- Alexandre Vyssokovski : Max